# Botanički vrt Katovnica
Botanički vrt Katovnica je botanički vrt na otoku Hvaru.
Nalazi se sjeverno od ceste Dol - Vrbanj (Županijska cesta Ž6204) na predjelu zvan Katovnica.
Biljke u ovom botaničkom vrtu uzgojio je starogradski osnovnoškolski nastavnik Matko Roić. 
Biljke koje su u ovom botaničkom vrtu su domaće sredozemne biljke, koje se tradicijski uzgaja (levanda, maslina) te samonikle biljke: brnistra, buhač, kadulja, kozokrvina, majčina dušica, matičnjak, mirta, pistacija, planika, ružmarin, vrisak i dr. Imena biljaka napisana su na kamenim pločama na standardnom hrvatskom, zatim na mjesnom čakavskom narječju hrvatskog jezika te na latinskom jeziku. 
Ostali dio botaničkog vrta čini model otoka Hvara s posvetom (stihovi Cviteta Škorpe), Faroske hore, obnovljeni trim, zbirke hvarskih stijena i tala i mala meteorološka postaja. Staze u vrtu su uređene i obilježene zemljanim stazicama s kamenim obrubima.

## Vanjske poveznice
- Hvarski botanički vrt „Katovnica“, starogradsko-polje.com